# Los Toros de Fucha
Los Toros de Fucha fue un periódico neogranadino fundado y dirigido por el prócer colombiano Antonio Nariño en el año 1823. Este impreso contiene tres publicaciones seriadas dirigidas al periódico El Patriota: Primera corrida, Segunda corrida y Tercera corrida. Cada edición fue elaborada por la Imprenta de Espinosa y diseñada en un 8vo con un número total de cuatro páginas. Pese a que fue una publicación de corta duración, todas las ediciones se difundieron ampliamente y circularon de forma gratuita en la Plaza de Bogotá.

## Argumento
Registra el descontento social y político por la nueva legislación adoptada en la República a cargo del poder Ejecutivo detentado por Francisco de Paula Santander. De modo que, fue un impreso profundamente contestatario al régimen y al periódico El Patriota.
En principio, Antonio Nariño postuló principios de autonomía regional e intercedió por un espacio que motivaba la discusión y participación ciudadana sobre la esfera pública. Sin embargo, también incluyó múltiples críticas por la imposibilidad de ejercer libre y dignamente su opinión en un régimen de censura.
Son tres los postulados fundamentales de este periódico:
1. Crítica y confrontación hacia el poder centralista y sus medios impresos.
2. Reflexión sobre el oficio del escritor y la opinión pública como un derecho del ciudadano.
3. Propuestas políticas de corte federalista.

## Estilo Literario
En las tres ediciones de Los Toros de Fucha se hace uso de la sátira política. De ahí que su tono sarcástico escenifique el desfase entre la órbita pública y privada en la República. Es, además, una defensa con la que Nariño intenta restituir su honor y méritos.
Asimismo, caracteriza la opinión como un territorio de lucha al retomar, de modo irónico y sistemático, la metáfora del toro en la plaza ya enunciada en su contra por el periódico El Patriota. Sus tres consignas son de carácter reflexivo y crítico ya que articula propuestas sociales y cuestiona la estructura ambivalente del Estado centralista.
En la totalidad de Los Toros de Fucha, Antonio Nariño emplea el estilo narrativo del costumbrismo. Este, se caracteriza por la narración de hechos en un tono irónico, humorístico y melancólico. Además, un rasgo distintivo de los artículos costumbristas consiste en la inserción de un lema después del título. En este caso, Nariño siempre utiliza un epígrafe hacia el inicio de cada corrida. Por esta razón, es uno de los precursores de este estilo narrativo.

## Valor Periodístico
Su amplia difusión y recepción propició la aparición de un aparato crítico y espacios de debate en los que seguidores y colaboradores de Antonio Nariño evaluaron las posibilidades y limitaciones de la nueva Constitución de Cúcuta decretada en 1821.
En suma, la confrontación política se trasladó al entorno periodístico. Es decir, el valor axiomático de Los Toros de Fucha permitió interpelar y plasmar la ambigüedad sobre la Ley de Libertad de Imprenta (1821). Por ende, el periódico unificó ambos escenarios con el fin de articular una contienda política orientada al debate.

## Contexto
Una vez consolidada la República, Simón Bolívar detentó su cargo a la presidencia y Francisco de Paula Santander fue electo vicepresidente. Bajo su delegación se erigieron los principios de la nueva Constitución de 1821. Su propósito fue controlar y prevenir nuevas confrontaciones territoriales a partir de la concentración del poder Ejecutivo. Es decir, de una estructura de corte centralista.

### Conflicto entre federalistas y centralistas
En efecto, el periódico El Patriota junto con otros periódicos como El Correo de la Ciudad de Bogotá afianzaron sus valores informativos a los intereses del Gobierno. En otros términos, propiciaron la legitimidad del poder centralista a través de impresos que no admitían la injerencia de los ciudadanos sobre decisiones de índole económica y social.
El conflicto empezó a dinamizarse en torno a la estructura centralista cuando en 1822, un panorama de inconformidad emergió por circunstancias económicas que afectaron la viabilidad de la República. Sin embargo, la posición que adoptó Santander se tornó incuestionable y arbitraria. Posteriormente, y en vista de la inhabilidad de participación pública por parte del ciudadano, surgió El Insurgente en 1822. Este periódico, al parecer, fue fundado y editado por Antonio Nariño. Por lo tanto, su manifiesto de oposición facilitó el advenimiento de El preguntón en 1823 y de los Toros de Fucha en el mismo año. Su propósito fue interpelar al Gobierno de modo crítico, expresar su malestar social y finalmente, proponer consensos de alcance político.
Pese a la afluencia de estos impresos, el periódico Los Toros de Fucha no logró resistir. Su contenciosa sátira política fue llevada a instancias judiciales a finales de 1823 y sus ediciones culminaron. Por un lado, se determinó que amenazaba los intereses del Gobierno y, por otro, el enfoque crítico de sus postulados fue invalidado.

### La paradoja de la opinión pública
Desde el periódico El Patriota, Santander señaló que los apotegmas expuestos en Los Toros de Fucha estimulaban el desorden social en detrimento del Gobierno. Asimismo, manifestó su desacuerdo e insatisfacción sobre la intervención de los ciudadanos en las decisiones políticas a través de la prensa. Sin embargo, habilitó esta autoridad de forma exclusiva para los miembros del aparato estatal. Es decir, la opinión solo era legítima en tanto se circunscribiera a la facción santanderista y se promulgaran los proyectos del Gobierno.
Esta ambigüedad fue señalada por Antonio Nariño en las tres ediciones de Los Toros de Fucha. Pues, este juicio dispar demostraba la contrariedad entre los preceptos de Santander y los planteamientos de la Ley de libertad de Imprenta. Además, los sectores de oposición que participaron en la prensa fueron amonestados legalmente por «desestabilizar» los ánimos y amenazar los intereses de la República.

## Ediciones

### Primera corrida
Fecha de publicación:
Marzo 5 de 1823.
Epígrafe:
«Buen chasco es meterse uno á escritor sin saber en lo que se méte». Patriota No. 9
Contenido:
Antonio Nariño describe al autor de El Patriota en términos de mediocridad. Al mismo tiempo, se personifica como Toro y a Santander lo caracteriza como «puyador» (torero que sobre un caballo pica con garrocha a los toros).
A continuación, afirma que sus principios y consideraciones respecto a la federación siempre fueron públicos:
1. El Gobierno central es más fuerte, pero es más propenso a abusar.
2. El Gobierno federal es más débil, pero el ideal para asegurar la libertad y el menos propenso a abusar debido al contrapeso que darían las partes federales.
En la segunda página señala la importancia de la diversidad de opiniones e invita al autor de El Patriota a combatir las ideas exhibiendo su nombre. Además, advierte la incapacidad de El Patriota para formar opinión, instruir o divertir. Afirma: «estos papeluchos no tienen por objeto el bien jeneral, si no solo el de saciar pasiones particulares á la sombra del anonimo y fomentar quizá una guerra civil quien sabe con que miras».
Invita, además, al «sr. Patriota» a responder qué entiende por el término federación y por qué le teme a esta palabra. De igual modo, explica que aunque la libertad de imprenta esté estipulada en la ley, en la práctica no se materializan estos principios. Dado que, ciertos periódicos que obedecen a las políticas del Gobierno afrentan a quienes no siguen sus ideas. No obstante, Nariño insiste en que no dejará de escribir y defender sus ideas hasta que sus enfermedades se lo permitan.
Referencias a otros periódicos:
La primera referencia se encuentra en el epígrafe y hace parte de la edición número 9 del periódico El Patriota: «Buen chasco es meterse uno á escritor sin saber en lo que se méte». En el primer párrafo continúa: «De cuando en cuando se nos resbalan algunas verdades, Señor patriota, como la que me sirve de epígrafe salida de su boca y aplicada por V. á V. mismo. Lo admirable es que conociendo V. esta verdad se haya metido á escritor». Adicionalmente, en la página tres nombra a La Profecía del Sur (posible periódico), en el cual, según Nariño, se retrata a Simón Bolívar como torero matando al Insurgente.
Por último, Nariño concluye la Primera corrida de Los Toros de Fucha con una cita de la edición número 7 de El Patriota: «Si quieren que callemos y no saquemos al sol cosas, vamonos con tiento en esto de insultos y personalidades; no nos separemos de la justicia…; marchemos con prudencia y circunspeccion; no defraudemos el merito ageno, ni arruinemos la reputacion del que, ó los que hayan adquirido CON ACCIONES JUSTAS no le embidiemos su suerte, NI NOS CONDUSCAMOS POR PUROS RESENTIMIENTOS MESQUINOS» pues
«Al constante varon integro y justo
ni el furor de la plebe deprabada
ni la cara indignada
ni el tirano feros, impone susto».
Otras características:
El periódico inicia con: título en mayúsculas (LOS TOROS DE FUCHA), subtítulo en mayúsculas cursivas (AL AUTOR DEL PATRIOTA), aclaración al lado izquierdo (No tiene precio. Se da gratis) y epígrafe. Además, el texto de fondo inicia con una letra capital.
En la última página, Antonio Nariño firma con las palabras: «General Nariño». Debajo de esta inscripción aparece un grabado que ocupa una línea que separa el lugar y la fecha de impresión (BOGOTA por Espinosa Marzo 5 de 1823).

### Segunda corrida
Fecha de publicación:
Marzo de 1823.
Epígrafe:
«El hombre es libre para tener el miedo que le diere la gana». Patriota num. 1.
Contenido:
Nariño subraya que el derecho a la libertad de expresión pertenece a todos los ciudadanos. Por lo tanto, afirma, que tanto él como el autor de El Patriota son libres de imprimir y publicar sus ideas. Explica también que esta lucha de ideas a través de la publicación de periódicos es desigual, ya que:
1. El autor de El Patriota continúa en el anonimato.
2. A Nariño le cuesta más la impresión del periódico que al autor de El Patriota (Acusa a éste de tomar dinero del pueblo para financiar el periódico). Además, lo acusa de engañar a sus lectores.
En la página dos cita a El Patriota contraargumentando sus posturas. En principio, objeta que la libertad pública no debe ser un asunto de jocosidad ni de violación, ya que los chistes contra la libertad y seguridad de un ciudadano son una amenaza a la seguridad pública. Posteriormente, en la página tres señala, por un lado, una incongruencia que corresponde a la edición 11 de El Patriota: «en la foja 79 del Patriota núm. 11 se dice: “sabed que la España está hoy arruinada del todo y que no tiene los recursos de otros tiempos;” y en la página 80, ó á la vuelta de la oja nos embute un. “Alerta con todos estos ciudadanos, pues el gobierno español cuenta con toda clase de auxilios directos é indirectos». Por otro, se burla de las afirmaciones hechas en la misma edición. 
Finalmente, afirma que después de estudiar la vida pública del autor de El Patriota (Iniciada el 26 de enero de 1823) pudo concluir que sus posturas son de carácter débil. Pese a todo, asegura, las seguirá analizando.
CAPÍTULO DE OTRA COSA
En esta sección del periódico titulada «CAPÍTULO DE OTRA COSA», Nariño narra los hechos acaecidos el 10 de Marzo de 1823. En esta fecha fue citado al Palacio de Justicia por el vicepresidente Francisco de Paula Santander para discutir sobre la publicación de la primera edición de Los Toros de Fucha. En el transcurso de la narración describe cómo el vicepresidente tomó en sus manos la Primera corrida y leyó: «dejemonos Sr.Patriota de coplas de libertad, ni de coplas de calyna; lo que nos importa es libertad práctica, y esta no la hay cuando se quiere tapar la boca». Y a continuación, explica, le preguntó a Nariño si se refería, con este fragmento, a que no existía la libertad de prensa.
Después de un intercambio de palabras, Nariño afirmó que la libertad de imprenta existiría siempre y cuando no se controlara la impresión, publicación y distribución de los próximos papeles que pretendía escribir. Finalmente, en el juicio se le comunicó a Nariño que el objetivo de estas preguntas era controlar los posibles obstáculos hacia la libertad de imprenta.
DA, PERO ESCUCHA
El título de la última sección de esta edición es «DA, PERO ESCUCHA». Aquí Nariño afirma que pretender que las personas sigan ideales sin fundamentos va en contra de los principios del Gobierno y por ende, de la libertad. Más adelante, invita a los lectores de Los Toros de Fucha a que lo compararen con el de autor de El Patriota a partir de la lectura de sus textos pues, insiste, que recurrirá al silencio siempre y cuando no tenga necesidad de defenderse.
Referencias a otros periódicos:
A lo largo de la Segunda corrida, Nariño hace repetidas referencias al periódico El Patriota y algunas de ellas son:
La primera referencia se encuentra en el epígrafe: «El hombre es libre para tener el miedo que le diere la gana» (El Patriota num. 1). La segunda, se ubica en el párrafo inicial del texto y en esta reflexiona sobre los miedos y la libertad de la sociedad.
Por último, en la página tres Nariño continúa con algunas referencias de El Patriota y cita: «en la foja 79 del Patriota núm. 11 se dice: “sabed que la España está hoy arruinada del todo y que no tiene los recursos de otros tiempos;” y en la página 80, ó á la vuelta de la oja nos embute un. “Alerta con todos estos ciudadanos, pues el gobierno español cuenta con toda clase de auxilios directos é indirectos.”»
Otras características:
El periódico inicia con: título en mayúsculas (SEGUNDA CORRIDA), subtítulo en mayúsculas cursivas (AL  PATRIOTA), aclaración al lado izquierdo (No tiene precio. Se da gratis) y epígrafe. Además, el texto de fondo inicia con una letra capital. 
En el primer párrafo hay un asterisco entre paréntesis junto a la frase: «También es libre para hacer imprimir su Justo Verás con que nos amenaza». Este símbolo señala la existencia de una aclaración en el pie de página, la cual, se separa del texto de fondo por una línea compuesta de rayas y puntos.
En la última página de este impreso, Antonio Nariño firma con las palabras: «El General Nariño». Debajo de esta inscripción aparece un grabado que ocupa una línea que separa el lugar y la fecha de impresión (BOGOTA — Imprenta de Espinosa, año de 1823).

### Tercera corrida
Fecha de publicación:
Principios de Abril de 1823.
Epígrafe:
«Aguanta ó revienta» Patriota num. 12
Contenido:
En esta edición afirma que se expondrán y revelarán múltiples verdades: «Pues hoy la vamos á tener mano á mano, sin que valgan barreras por que los payasos han sido un poco duros, aunque no alcansen las Monjas para regalar los toros de Fucha».  Además, se refiere a Santander y a los colaboradores del periódico El Patriota como payasos. Incluso, responde a la acusación que El Patriota hizo en una de sus ediciones, en donde se le acusa de financiar Los Toros de Fucha con recursos de las Monjas.
Posteriormente, tilda al autor de El Patriota de ignorante, desesperado y malo; además de indigno de estar junto al libertador Simón Bolívar ya que no luchó ni padeció en pro de la patria. También se burla de la imagen de patriotismo que Santander refleja en su periódico: imagen corrupta y desprendida de las necesidades del país. Acto seguido, declara que Santander cambia de bando según su conveniencia, no tiene principios fundamentados, y desvirtúa la opinión de quienes no comparten su línea de pensamiento. Nariño materializa esta crítica a través de cuentos, chistes, preguntas y afirmaciones irónicas.
Al finalizar, sostiene que el concepto de patria expuesto en el periódico El Patriota es el mismo que el vicepresidente Santander representa en sus ideas. En suma, afirma en tono irónico, que para seguir a la patria y defenderla se deben replicar estos mismos ideales.
VAYA AHORA EL ARMISTICIO
En esta sección pregunta al vicepresidente Francisco de Paula Santander, autor del periódico El Patriota, la razón por la que considera impertinente y perjudicial los postulados del periódico Los Toros de Fucha. Se pregunta, además, qué tiempo es realmente favorable para ejercer la libertad si sus pretensiones son de censura.
Al terminar esta edición, Nariño afirma que lo más justo no es solo el silencio de él, sino el de ambos (Santander y Nariño), y concluye con la frase: «No es armisticio el que propongo y deseo, sino paz eterna para V. para mí y toda la República».
Referencias a otros periódicos:
Esta edición de Los Toros de Fucha solo contiene dos citas textuales tomadas del periódico El Patriota. Una de ellas es el epígrafe tomado de la edición número 12: «Aguanta ó revienta». La última inicia al final de la página dos después de la pregunta «¿No vé que el público le repetirá sus palabras de la pájina 98?»: «Estos por lo general son buena gente que al momento descubren la hilasa, y se conoce de pie que cojean».
Otras características:
El periódico inicia con: título en mayúsculas (TERCERA CORRIDA), subtítulo en mayúsculas cursivas (AL  PATRIOTA), aclaración al lado izquierdo (No vale nada. Se da gratis) y epígrafe. A diferencia de las otras dos ediciones, el texto de fondo no inicia con una letra capital. Ahora, junto al subtítulo (AL  PATRIOTA) hay una equis entre paréntesis que señala el pie de página en el que Antonio Nariño escribe que aunque había suspendido las corridas, fue necesario publicar una nueva edición ya que siguió siendo atacado.
En la última página firma con las palabras: «El General Nariño». Debajo de esta inscripción aparece un grabado que ocupa una línea que separa el lugar y la fecha de impresión (BOGOTA — Imprenta de Espinosa, año de 1823—).